# Ok Ja-yeon
Ok Ja-yeon (옥자연?, Ok ChayŏnMR; Suncheon, 19 dicembre 1988) è un'attrice sudcoreana.
Ha deciso di perseguire una carriera nella recitazione al terzo anno di università, dopo essere rimasta colpita dall'interpretazione di Jang Min-ho nello spettacolo 3wor-ui nun: ha quindi esordito come attrice teatrale nel 2012.
Per quasi 10 anni, Ok ha interpretato solo ruoli minori e di supporto in varie opere teatrali, film e fiction televisive, finché nel 2021, ha ottenuto il suo primo ruolo importante nella serie TV All Mine, dove ha interpretato l'antagonista: per la sua interpretazione, ha ricevuto una candidatura come miglior attrice non protagonista ai Baeksang Arts Award. Successivamente è stata premiata come miglior attrice al Jeonju International Film Festival e al Singapore International Film Festival per il suo lavoro nel film indipendente Sarang-ui gogohak.

## Filmografia

### Cinema
- L'impero delle ombre (밀정?), regia di Kim Ji-yong (2016)
- Saranghagi ttaemun-e (사랑하기 때문에?), regia di Ju Ji-hong (2017) – cameo
- Burning - L'amore brucia (버닝?), regia di Lee Chang-dong (2018)
- Illang - Uomini e lupi (인랑?), regia di Kim Ji-woon (2018) – cameo
- Ansiseong (안시성?), regia di Kim Kwang-sik (2018) – cameo
- Girl Cops (걸캅스?), regia di Jung Da-won (2019) – cameo
- Beast (비스트?), regia di Lee Jung-ho (2019)
- Sokmuldeul (속물들?), regia di Sin A-ga e Lee Sang-chul (2019)
- Ashfall - The Final Countdown (백두산?), regia di Lee Hae-jun e Kim Byung-seo (2019)
- Voice (보이스?), regia di Kim Seon e Kim Gok (2021) – cameo
- Oegye+in 1bu (외계+인 1부?), regia di Choi Dong-hoon (2022)
- Sarang-ui gogohak (사랑의 고고학?), regia di Lee Wan-min (2023)
- Neo-ui sun-gan (너의 순간?), regia di Lee Sang-joon (2023)
- Oegye+in 2bu (외계+인 2부?), regia di Choi Dong-hoon (2024)
- Cross (크로스?), regia di Lee Myung-hoon (2024)

### Televisione
- Two Cops (투깝스?) – serie TV (2017-2018)
- Nappeun nyeoseokdeul: Yag-ui dosi (나쁜 녀석들 : 악의 도시?) – serie TV (2017-2018)
- Gireumjin mello (기름진 멜로?) – serie TV (2018)
- Imong (이몽?) – serie TV (2019)
- The Uncanny Counter (경이로운 소문?) – serie TV (2020)
- Geu namja-ui gi-eokbeop (그 남자의 기억법?) – serie TV, episodio 30 (2020)
- All Mine (마인:MINE?) – serie TV (2021)
- Geom-eun tae-yang (검은 태양?) – serie TV (2021)
- Big Mouth (빅마우스?) – serie TV (2022)
- Under the Queen's Umbrella (슈룹?) – serie TV (2022)
- Queenmaker (퀸메이커?) – serie TV (2023)
- La creatura di Gyeongseong (경성크리처?) – serie TV (2023-2024)
- LTNS – serie TV (2024)
- Gangnam B-Side (강남 비-사이드?) – serie TV (2024)
- Gaseokbangsimsagwan I Hansin (가석방심사관 이한신?) – serie TV (2024)